# 温建民
温建民（1957年—），汉族，中华人民共和国政治人物、第十一届全国政协委员。
加入中国农工民主党，担任中国中医科学院望京医院骨科主任。2008年，当选第十一届全国政协委员，代表医药卫生界，分入第四十五组。